# Веринг
Верінг (нім. Währing) — вісімнадцятий район Відня.

## Розташування
Верінг знаходиться на північному заході Відня і займає 6,28 км² на схилах Віденського Лісу між магістраллю Гюртель і Хьоенштрассе (Höhenstraße). З півночі він межує з 19-м районом (Деблінг), зі сходу — з 9-м (Альзерґрунд) і з 17-м районом (Гернальс) на півдні і заході. Район розташований по обидва боки Верінгського струмка (Währingerbach).

## Населення
Чисельність населення Верінга за останнє століття сильно коливалася, в перші десятиліття XX століття спостерігався швидкий ріст, але потім почався період скорочення числа жителів, що продовжується з часів Другої світової війни до нинішнього часу. Мінімум числа жителів був у 1869 році (17879 осіб), найвище значення зафіксували в 1910 році (87658 осіб). У 2006 році населення району становило 47391 осіб.